# Unsichtbar (Fernsehserie)
Unsichtbar ist eine britische 27-teilige Fernsehserie, die in den Jahren 1996 bis 1998 produziert wurde.

## Handlung
Der zwölfjährige hochbegabte Joe Lucas flüchtet eines Tages vor seinem Erzfeind, dem Schläger Jaws, und dessen Bande in die Buchhandlung von Mr. Hays. Dort findet er das Tagebuch von einem gewissen Dr. Lucas Garrow und entdeckt, dass dieser der Überzeugung war, dass man Dinge und auch Menschen unsichtbar machen kann. Zu Hause ertüftelt er mit Hilfe seines Chemiebaukastens und des Computers seines besten und nahezu einzigen Freundes Ali eine chemische Formel, um diese Erkenntnis umzusetzen. Es gelingt ihm, ein leuchtendes grünes Spray herzustellen, das er Inviz nennt und ihn unsichtbar machen kann. So erlebt er in jeder Episode als Unsichtbarer ein neues Abenteuer. Allerdings kommt es auch häufiger zu Problemen und Missverständnissen, da Ali der einzige ist, den Joe in sein Unsichtbarkeitsgeheimnis eingeweiht hat. Joes Eltern und vor allem sein älterer Bruder Shane sind häufig mehr als misstrauisch. Natürlich sind auch einige andere Wissenschaftler hinter Joes Invizformel her, so zum Beispiel ein ehemaliger Schüler von Joes Parkfield-Schule, Mr. Grimble, der – zunächst auf der Suche nach einem Haarwuchsmittel – die Formel stiehlt.

## Episoden (deutsche Titel)
1. Der Lucas-Garrow-Effekt
2. Der indische Seiltrick
3. Alles wegen Ingrid
4. Der Außerirdische
5. Überdosis
6. Geheimstufe Z
7. Der kleine Schornsteinfeger
8. Onkel Gus
9. Keiner kann mit Adrian
10. Das gibt Ärger
11. Entführt, erpresst und ausgetrickst
12. Haustiersalat
13. Schachmatt
14. Nicht leicht zu stemmen
15. Gesundes Selbstbewusstsein
16. Der Schein trügt
17. Ferien auf dem Bauernhof
18. Die Zauberflöte
19. Chemie gegen Physik
20. Nur gepumpt
21. Die verflixten Fotos
22. Es läuft wie geschmiert
23. Die Jagd nach den Mäusen
24. Vier Hochzeiten und eine Schlägerei
25. So ein Theater
26. Mein unsichtbarer Freund
27. Die Ausreißerin

## Drehorte
Gedreht wurde die Serie überwiegend in Nottingham in Mittelengland. 
Als Drehort für die von Mr. Hays betriebene Buchhandlung diente das Gebäude 203 Mansfield Road, nördlich des Stadtzentrums von Nottingham. Eine Villa in der Claremont Avenue in Bramcote bei Nottingham wurde als Drehort für das Wohnhaus von Alis Eltern verwendet. Die Szene in der Folge "Der Lucas-Garrow-Effekt", in welcher Joe und Ali im Park von Jugendlichen überfallen werden, entstand im Nottingham Arboretum. Als Drehort für die Hochhaussiedlung, in welcher der Einbrecher in der Folge "Der Außerirdische" wohnt, diente die am River Trent gelegene Wohnanlage Rivermead. Die Szene in der Folge "So ein Theater", in welcher Mr. Higgins den Koffer mit seiner Bauchrednerpuppe im Kanal versenkt, wurde in Beeston (Nottinghamshire), ebenfalls am River Trend gedreht. Mehrere Szenen entstanden zudem im Nottinghamer Einkaufszentrum Victoria Centre.